# Modernjazz
Modernjazz is een verzamelnaam van verschillende jazzstijlen, die vooral tussen 1940 en 1960 zijn te rangschikken, tussen de swingstijl van de jaren 1930 en begin jaren 1940 en de freejazz vanaf ongeveer 1960. Deels werd de term ook gebruikt om alle jazzvormen te kenmerken, die ontstonden na de old-time jazz. Modernjazz werd een begrip door het Modern Jazz Quartet.

## Geschiedenis
De bop verving begin jaren 1940 de swing en was de eerste stijl van de modernjazz. Aan zijn ontstaan zijn vooral de muzikanten Charlie Parker, Dizzy Gillespie, Thelonious Monk en Kenny Clarke verbonden.  In tegenstelling tot de eerdere jazzstijlen is hij niet meer een massadansstijl zoals vooral de swingstijl van de jaren 1930, maar meer luistermuziek.
In tegenstelling tot de stijlen van de traditionele jazz, wiens songs zich opbouwen op eenvoudige harmonieën, werd nu een met verruimde akkoorden verrijkte complexe harmonie gebruikt. Bovendien beschikte de modernjazz over een aanzienlijk grotere dynamiek en abstractheid. Hij bereikte in de publieke waarneming hoogtepunten met muzikanten als Miles Davis, Oscar Peterson en Cannonball Adderley.
De modernjazz verrijkte de jazz in het algemeen en de hele populaire muziek met veel nieuwe invloeden. Vanaf het begin van de jaren 1950 werden nieuwe instrumenten geïntroduceerd (bijvoorbeeld hoorn en blokfluit). Bovendien begonnen ze te experimenteren met invloeden uit andere culturen, bijvoorbeeld uit Afrika en India. De zogenaamde achtste-noot swing (vooral Charlie Parker horen/zien) en oneven maatsoorten deden hun intrede (Take Five, gecomponeerd door Paul Desmond en populair gemaakt door zijn opname met het kwartet van Dave Brubeck in 1959).
In de late jaren 1950 begonnen muzikanten zoals John Lewis en Gunther Schuller elementen van jazz te combineren met eigentijdse klassieke muziek. Deze stijl wordt third stream genoemd.
1959 verscheen met Kind of Blue van Miles Davis, dat hij opnam met onder anderen John Coltrane en Cannonball Adderley, het eerste invloedrijke album van modale jazz. Deze stijl is gebaseerd op de jazztheorie van de toonladder ('theory of modes') van pianist George Russell. Die jazzstijl wordt gekenmerkt door de improvisatie van een schaal (modus, schaal) in plaats van een harmonische volgorde van het thema. De modale jazz is het laatste modernjazz-niveau vóór freejazz.
Het Newport Jazz Festival 1958, dat is gedocumenteerd in een beroemde film, wordt beschouwd als het laatste jazzfestival van modernjazz vóór de overgang naar de freejazz.

## Modernjazz-standards
In de modernjazz tussen 1940 en 1960 ontstonden talrijke composities, die in de loop der jaren vaak ook door andere muzikanten werden opgenomen en jazzstandards werden. Hiertoe tellen bop heads van Charlie Parker (b.v. Billie's Bounce en Ornithology), maar ook talrijke oorspronkelijke composities van Dizzy Gillespie (A Night in Tunisia) en Thelonious Monk (b.v. Round Midnight, Well You Needn't, Blue Monk) evenals composities van John Lewis (b.v. Django) en verdere bop- en cooljazz-protagonisten. Ook na de eerste bloeiperiode van de modernjazz zijn echter nog nummers ontstaan, die tegenwoordig in het globale repertoire zitten. Als voorbeeld worden hier Bluesette (van Toots Thielemans), The Girl from Ipanema (Antônio Carlos Jobim), St. Thomas (Sonny Rollins), Moanin'  (Bobby Timmons) en Giant Steps (John Coltrane) genoemd. Andere nummers zijn van buitenuit in de jazz beland, zoals Manhã de Carnaval uit de film Orfeu Negro en Autumn Leaves uit het bereik van de chanson. 

## Modernjazzstijlen
- Bop
- Afro Cuban Jazz
- Hardbop en Souljazz als diens onderstijl
- Cooljazz
- Westcoast-jazz
- Modale jazz
- Bossanova
- Latin jazz
- Third Stream, Progressive jazz

Volgens de eerste, smallere definitie (zie hierboven), is de ontwikkeling met moderne jazz nog niet voorbij. Integendeel, freejazz en fusion, die worden beschouwd als buiten de moderne jazz, ontstaan vanaf rond 1960. Zelfs de neo-bop zou net zo goed moeten worden afgebakend als de postmoderne avant-gardejazz, de ethno-jazz of andere vormen van cross-over, omdat elementen van latere jazzstijlen erin zijn opgenomen.